# Misumenops armatus
Misumenops armatus är en spindelart som beskrevs av Sergei Aleksandrovich Spassky 1952. Misumenops armatus ingår i släktet Misumenops och familjen krabbspindlar. Inga underarter finns listade i Catalogue of Life.